# Garnatálg

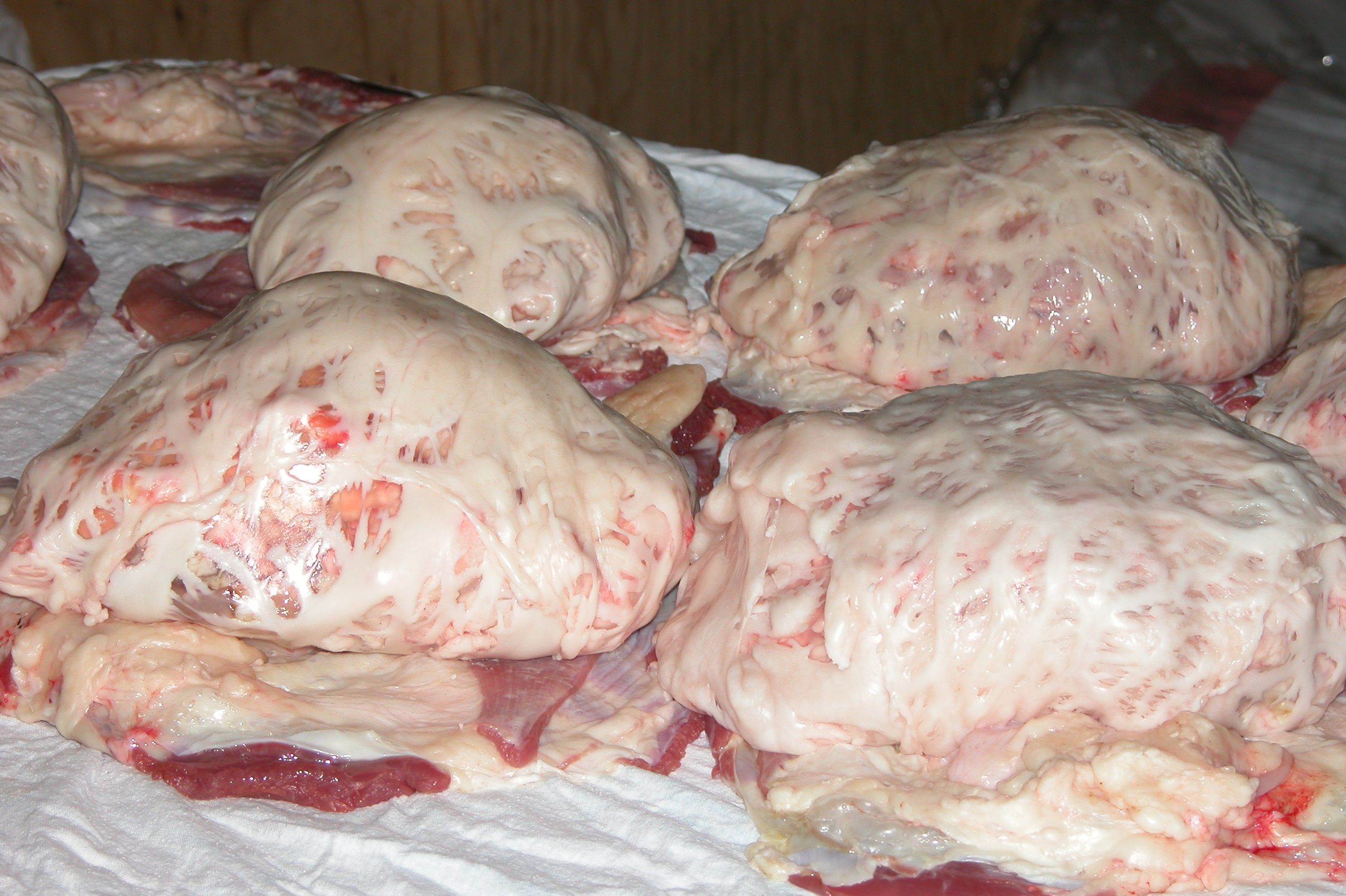
Garnatálg.

El garnatálg es una receta de carne tradicional típica de las Islas Feroe, y específicamente de la aldea de Trøllanes, ubicada en el norte de la isla de Kalsoy.
Hecho con vísceras tales como intestinos, cubierto con una capa de tocino y habitualmente servido en rodajas, el garnatálg tiene similitudes (pero en modo alguno es igual) con platos como el haggis (Escocia), el kepeninė (Lituania) y, más cerca, el slátur (Islandia).  
- Datos: Q5523596